# نیکولای پاژیتنف
نیکولای ویکتوروویچ پاژیتنُف (روسی: Николай Викторович Пажитнов؛ ‏۲۸ یا ۳۰ اوت ۱۹۰۷ – ۱۶ مه ۱۹۷۶) بازیگر تئاتر و سینمای شوروی بود. وی در سال ۱۹۵۶ عنوان هنرمند شایسته جمهوری فدراتیو سوسیالیستی روسیه شوروی و در سال ۱۹۴۹ عنوان هنرمند شایسته جمهوری خودمختار ماری ال را دریافت کرد. از فیلم‌هایی که وی در آن‌ها نقش داشته است، می‌توان به ابله و دوازده صندلی اشاره نمود.

## زندگی‌نامه
او در ۲۸ یا ۳۰ اوت سال ۱۹۰۷ در شهر مسکو به دنیا آمد. پاژیتنُف از سنین پایین به هنر تئاتر علاقه‌مند شد و در استودیوی درام واقع در باشگاه مرکزی منطقه سوکولنیکی شرکت می‌کرد. در سال ۱۹۲۴، زمانی که دانش‌آموز یک آموزشگاه فنی بود، با توصیه‌ی مربی‌اش، و.ای. مورسکوی، موفق شد در رشته بازیگری در آموزشگاه فنی تئاتر پذیرفته شود. به طور هم‌زمان، او در دو مؤسسه آموزشی با گرایش‌های متفاوت تحصیل می‌کرد که هر دو را در سال ۱۹۲۷ به پایان رساند. پیش از آن، در سال ۱۹۱۴، تحصیل در یکی از دبیرستان‌های مسکو را آغاز کرده بود و در سال ۱۹۲۲ تحصیلات خود را در مدرسه متوسطه شوروی به پایان رساند. سپس وارد آموزشگاه فنی مکانیک-الکتروتکنیک مسکو شد و آن را نیز به اتمام رساند.. با کمک روبن نیکولایویچ سیمونوف — که در آن زمان چهره‌ای شناخته‌شده بود — استعدادهای  جوان کشف شد و از او دعوت شد تا در تئاتر-استودیویی تحت مدیریت خود سیمونوف فعالیت کند.  حدود ده سال در آنجا به عنوان بازیگر کار کرد. پس از تعطیلی آن تئاتر-استودیو، سیمونوف به او پیشنهاد کرد به گروه تئاتر واختانگوف بپیوندد، جایی که سال‌های زیادی را با رضایت خاطر به کار ادامه داد. پاژیتنُف علاوه بر فعالیت‌های بازیگری در مؤسسات آموزشی بسیاری به تدریس فنون تربیتی پرداخت و مدیریت چندین نهاد تئاتری را نیز بر عهده داشت، که آن‌ها را بنا به دلایل شخصی خود تغییر می‌داد.
وی در تاریخ ۱۶ مه ۱۹۷۶ در مسکو درگذشت و در گورستان پیاتنیتسکویه به خاک سپرده شد.